# 上海漕河泾新兴技术开发区
上海漕河泾新兴技术开发区，简称漕河泾开发区，位于中国上海西南部，地跨徐汇区和闵行区，是国家级经济技术开发区、高新技术产业开发区和出口加工区，也是上海市张江高新技术产业开发区「一区二十二园」中体量较大的园区之一，开发区名字取自徐汇区漕河泾地区。

## 历史沿革

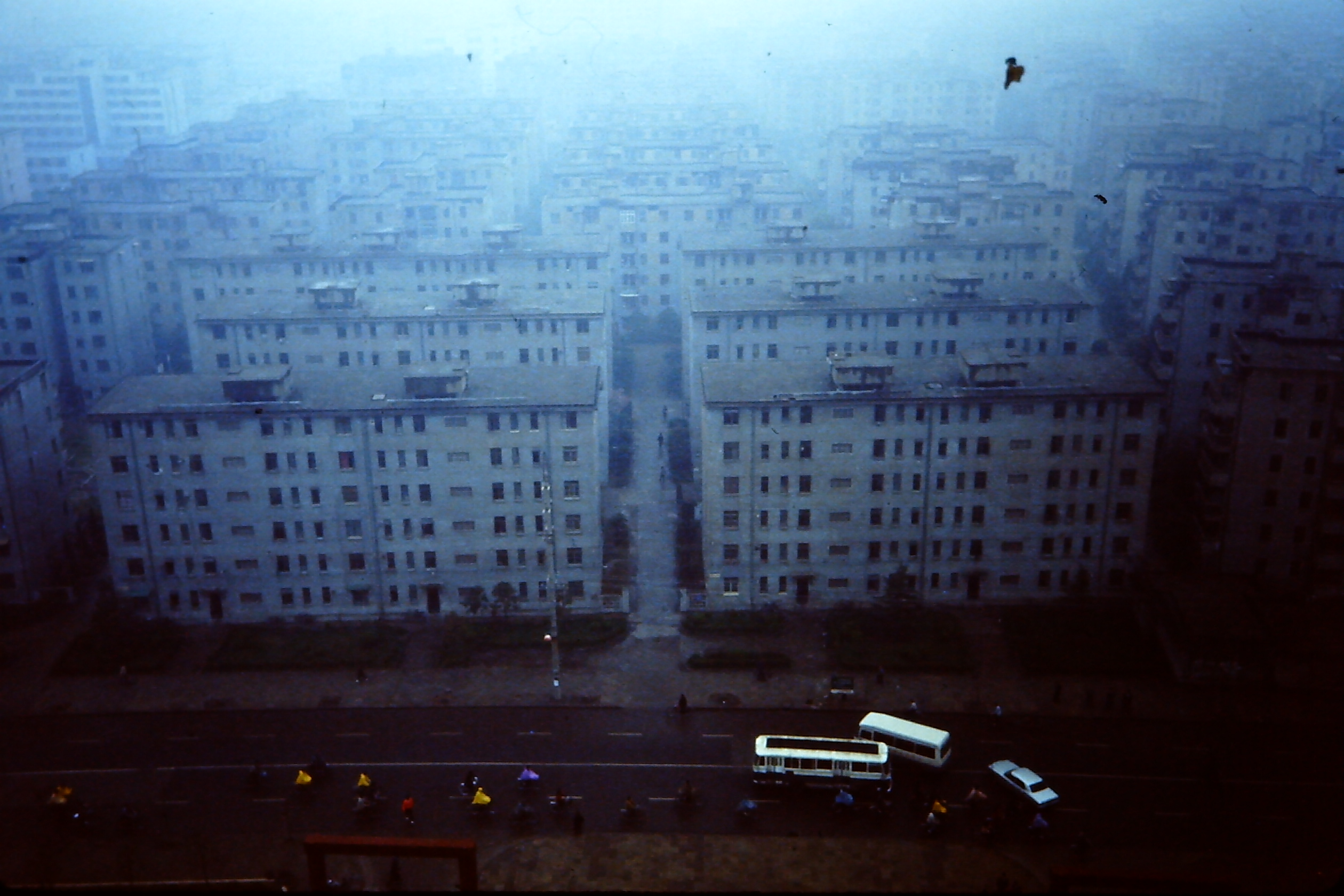
田林新村，1992年

1984年11月16日，上海市人民政府同意成立“上海市漕河泾微电子工业区开发公司”，成为漕河泾开发区发展的起点。1988年6月7日，经国务院批准，上海将漕河泾微电子工业区扩建漕河泾新兴技术开发区，列为上海经济技术开发区，成为中国首批国家级经济技术开发区。同年7月23日，上海漕河泾新兴技术开发区正式成立。1990年4月，上海市人大常委会通过了《上海市漕河泾新兴技术开发区暂行条例》，成为当时全国最早的开发区地方法规之一，依法促进了国内外高新技术企业在开发区的研发创新和产业化发展。1991年3月6日，上海漕河泾新兴技术开发区升格为国家高新技术产业开发区。1992年，鄧小平來此視察時曾提出“姓资姓社”的論調。2003年3月10日，国务院同意在漕河泾浦江高科技园内设立上海漕河泾出口加工区。

## 区域交通
开发区现规划面积14.28平方公里，东至桂林路，南至漕宝路、西至新泾港，北至蒲汇塘。毗邻徐家汇城市副中心，临近上海南站和虹桥综合交通枢纽，城市快速路中环线横穿漕河泾开发区。9号线贯穿开发区并设有3个车站，12号线、15号线都通达开发区内。

## 经济发展
开发区汇聚中外高科技企业2500多家，其中外商投资企业500多家。81家世界500强跨国公司在区内设立126家高科技企业。2013年，开发区实现销售收入2778亿元，工业总产值1044亿元，地区生产总值（GDP）905亿元，进出口总额154亿美元。
上海漕河泾新兴技术开发区入住了1500多家的中外高科技企业及研发、服务机构，已形成了以电子信息为支柱产业，以新材料、生物医药、航天航空、环保新能源、汽车研发配套为重点产业，以高附加值现代服务业为支撑产业的产业集群框架。